# Plomo (color)
El plomo si es un color gris, que por lo general se considera oscuro y similar al gris de Davy o a los colores pizarra o asfalto. Se basa en la coloración del metal plomo, sin embargo, de acuerdo a su uso regional puede considerarse sinónimo de gris o gris claro. Las coloraciones aproximadas se denominan plomizas.

## Otros tipos de plomo
El plomo como elemento químico, puede estar relacionado con diversas coloraciones, pigmentos o materiales (muchas veces tóxicos) tales como:
- Pigmento amarillo de plomo o amarillo de cromo.
- Mineral plomo amarillo o wulfenita.
- Pigmento blanco de plomo, plomo blanco, orín de plomo, blanco de plata, cerusa o albayalde, entre otros nombres.
- Pigmento plomo rojo, plomo naranja, minio o crocoíta, que es de color rojo naranja y puede referirse también al cristal de crocoíta o a los minerales minio o litargirio.
- Mineral plomo verde o piromorfita, de color variado, generalmente verde amarillo.

El uso de pigmentos que contienen plomo se dio históricamente en la pintura. Su toxicidad puede producir saturnismo, como sucedió en pintores como Goya y Caravaggio, que padecieron de envenenamiento por plomo.

## Muestras del color plomo
| Nombre               | Muestra | Cod. Hex. | RGB | RGB | RGB | HSV  | HSV | HSV |
| -------------------- | ------- | --------- | --- | --- | --- | ---- | --- | --- |
| Plomo o gris de Davy |         | #555555   | 85  | 85  | 85  | —°   | 0%  | 33% |
| Asfalto o pizarra    |         | #555555   | 85  | 85  | 85  | —°   | 0%  | 33% |
| Gris plomo (pintura) |         | #666666   | 102 | 102 | 102 | —°   | 0%  | 40% |
| Lápiz plomo (web)    |         | #666666   | 102 | 102 | 102 | —°   | 0%  | 40% |
| Plomo o gris plomo   |         | #BDBEC3   | 189 | 190 | 195 | 230° | 30% | 76% |

## Galería

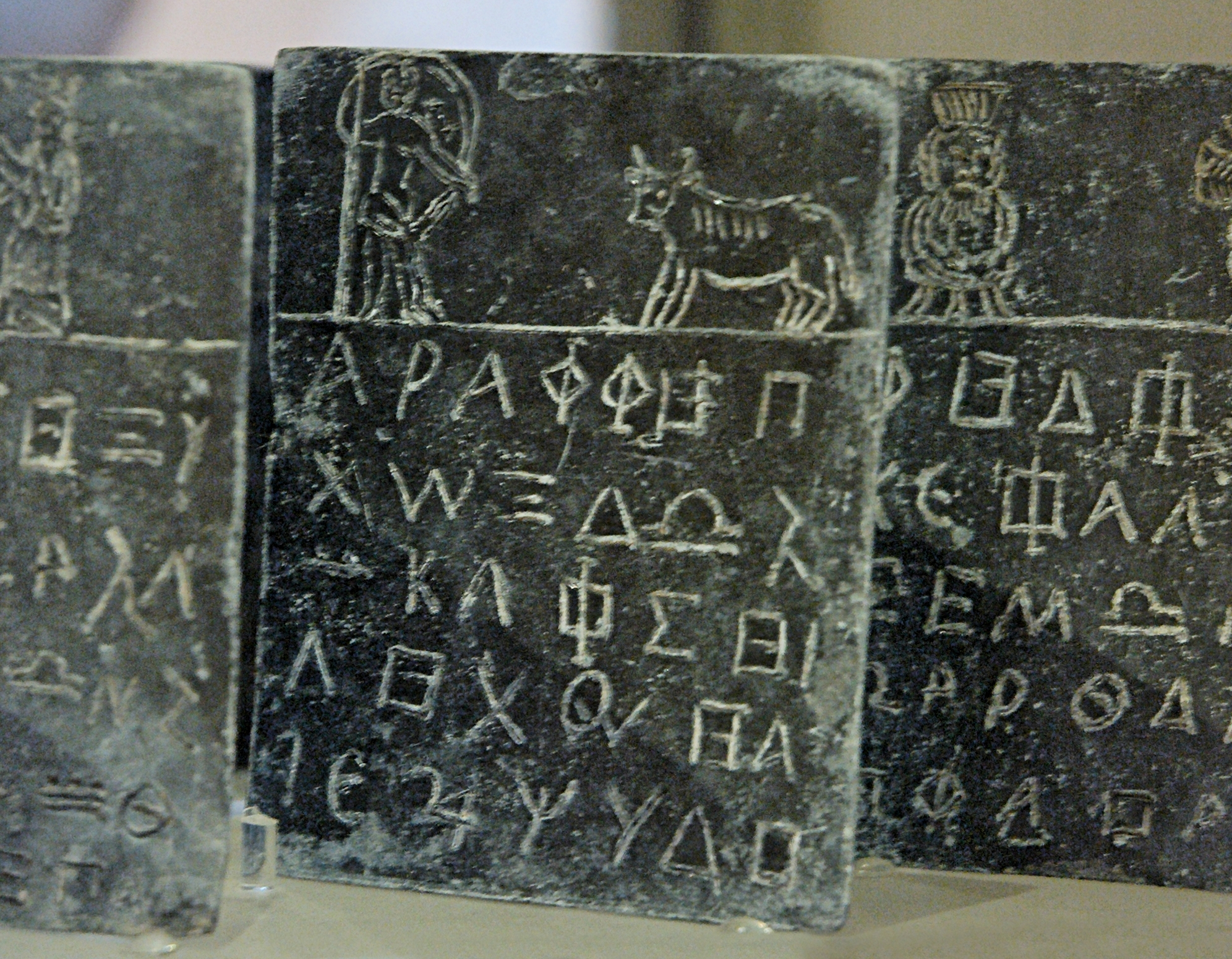
Tablas de plomo con inscripciones mágicas de la antigua Roma.
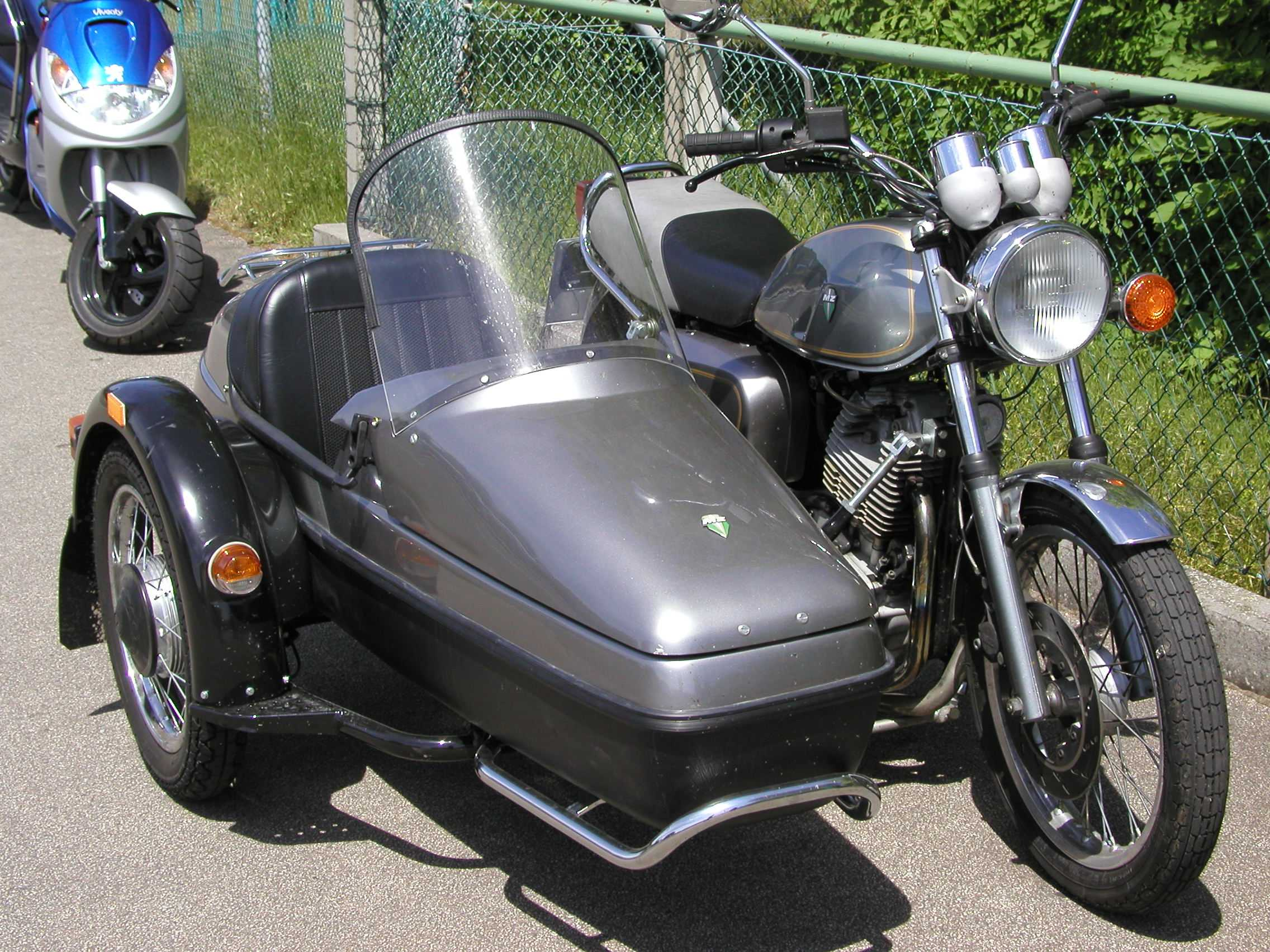
Sidecar MZ
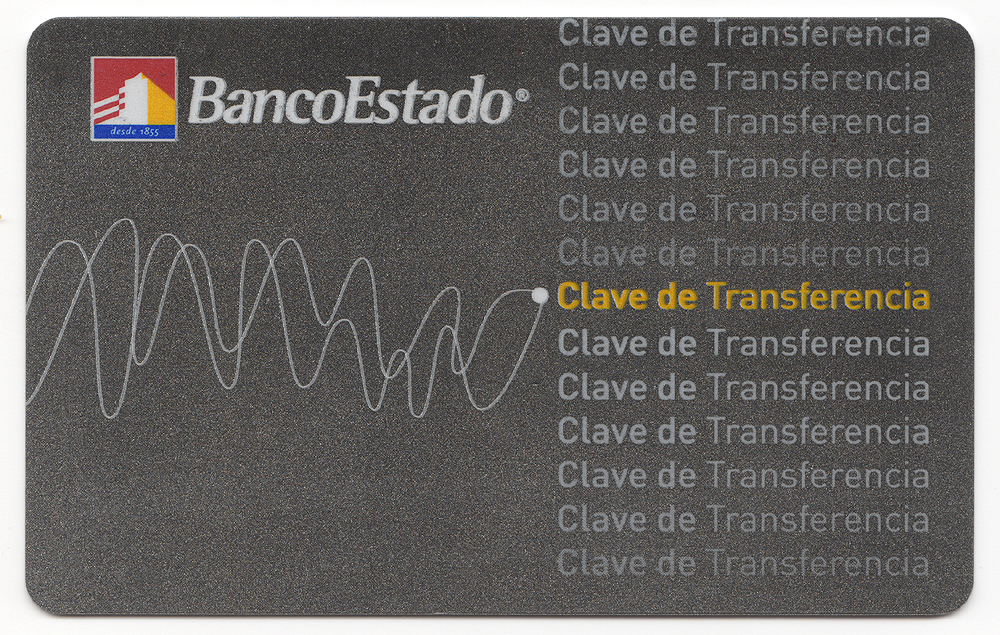
Tarjeta color plomo
Terno plomo. Foto: Nicolas Sarkozy
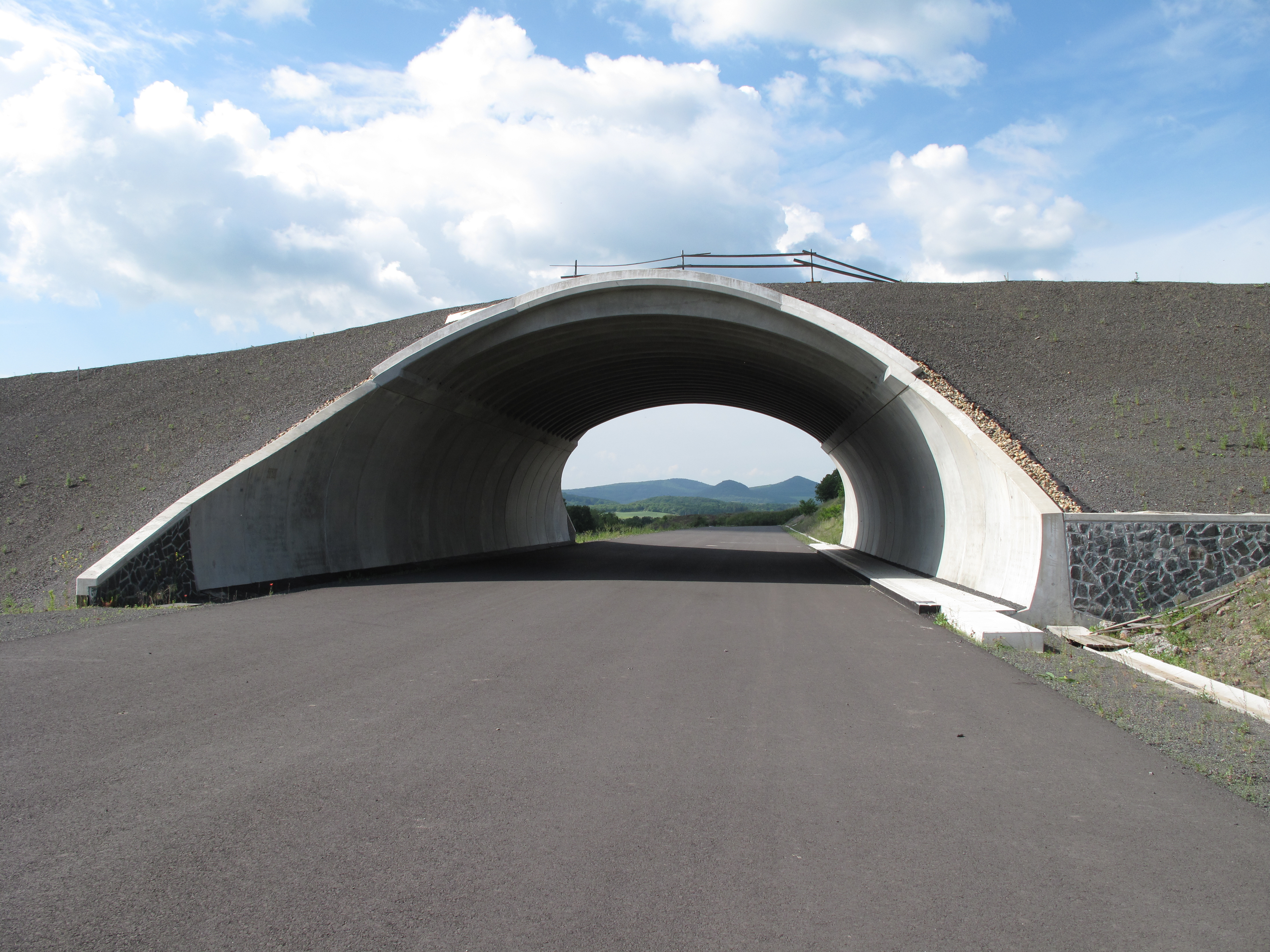
Vía recién asfaltada
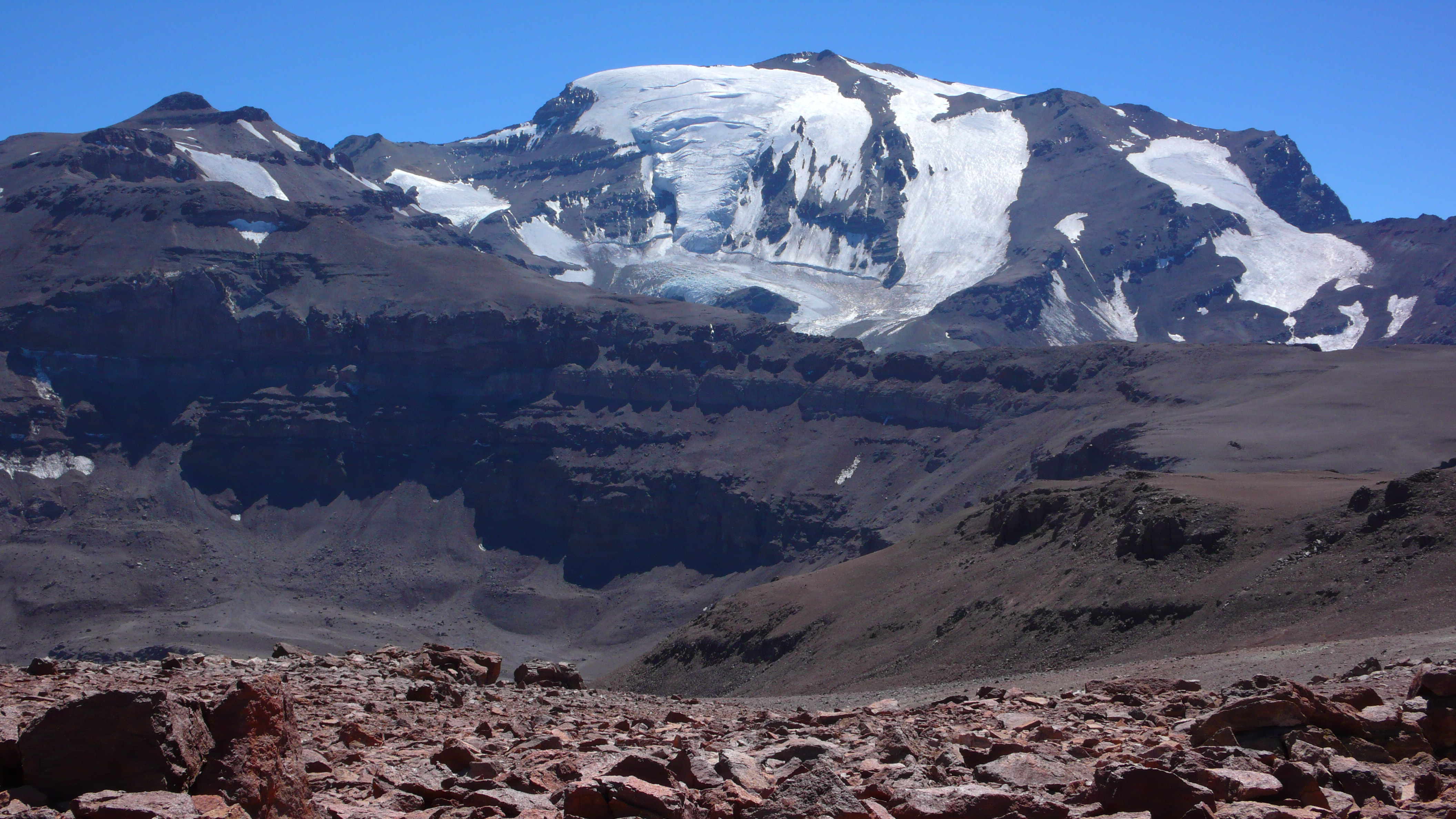
Cerro El Plomo